# Joseph J. Urusemal

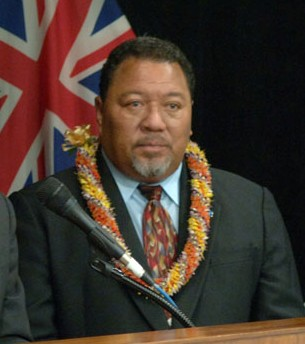
Joseph J. Urusemal

Joseph John Urusemal (* 19. März 1952) ist ein mikronesischer Politiker.
Urusemal war vom 11. Mai 2003 bis zum 11. Mai 2007 Präsident der Föderierten Staaten von Mikronesien. Er wurde vom Kongress des Landes gewählt und trat am selben Tag sein Amt an. Sein Vorgänger Leo Falcam verlor seinen Sitz im Kongress nach Direktwahlen der Legislative. Urusemals Nachfolger wurde 2007 Manny Mori.
| Personendaten    | Personendaten                                                               |
| ---------------- | --------------------------------------------------------------------------- |
| NAME             | Urusemal, Joseph J.                                                         |
| ALTERNATIVNAMEN  | Urusemal, Joseph John                                                       |
| KURZBESCHREIBUNG | mikronesischer Politiker, Präsident der Föderierten Staaten von Mikronesien |
| GEBURTSDATUM     | 19. März 1952                                                               |